# Martín García Mérou
Martín García Mérou (Buenos Aires, 14 d'octubre de 1862 - Berlín, 30 de maig de 1905) va ser poeta, novel·lista i assagista argentí, però van ser les seves crítiques literàries les que el van tornar reconegut, tasca limitada per la seva condició de diplomàtic i polític. Entre les seves obres es troben: Estudios literarios (1884), Libros y autores (1886), Juan Bautista Alberdi (1890), Recuerdos literarios (1891), Confidencias literarias (1894), Ensayo sobre Echeverría (1894) i El Brasil Intelectual: impresiones y notas literarias (1900). Va morir als 43 anys.

## Obra escrita
Poesia
- Poesías (1878-1880),
- Nuevas Poesías (1880-1881),
- Varias Poesías,
- Lavinia (poemita),
- Poesías (1880-1885) Voces íntimas - La vieja historia - En viaje - Cantos y poemas. Con una carta de Carlos Guido Spano.
- Una nueva edición que aparentemente las reúne se llamó Poesías (1878-1885) 2.ª edición

Literatura
- Reflejos
- 1884. Impresiones, "Recuerdos de Viaje"[5]
- 1886. Ley Social
- 1889. Perfiles y miniaturas

Crítiques
- Estudios literarios (1884)
- Libros y autores (1886)[6][7]
- Juan Bautista Alberdi, ensayo histórico (1890)
- Cuadros épicos (1890)
- Recuerdos literarios (1890)
- Mis huacos (1893)
- Ensayo sobre Echeverría (1894)
- Historia de la República Argentina (1899)
- El Brasil intelectual (1900)
- Estudios americanos (1900)
- Historia de la diplomacia americana (1904)
- Apuntes económicos e industriales sobre los Estados Unidos (1905)